# Nationale Vergadering (Ivoorkust)
De Nationale Vergadering (Frans: Assemblée nationale) is het lagerhuis van het parlement van Ivoorkust en bestaat uit 255 leden gekozen voor een periode van vijf jaar. Verkiezingen vinden plaats op basis van een districtenstelsel.
De Nationale Vergadering ontstond in 1960, het jaar van de onafhankelijkheid van Ivoorkust. Van 1960 tot 1990 kende Ivoorkust een eenpartijstelsel met de Parti démocratique de la Côte d'Ivoire - Rassemblement Démocratique Africain (PDCI-RDA) als enige toegestane partij. In 1990 werd een meerpartijenstelsel ingevoerd en verloor de PDCI-RDA haar monopolie op de macht. Het eens zo stabiele Ivoorkust werd aan het begin van het nieuwe millennium geteisterd door een hevige burgeroorlog waardoor het democratische proces goeddeels stil kwam te liggen. In 2011 werden er voor het eerst in meer dan tien jaar weer parlementsverkiezingen gehouden. De verkiezingen van 2016 leverde een meerderheid op voor het Rassemblement des houphouëtistes pour la démocratie et la paix (RHDP), een kartel dat wordt gedomineerd door de Rassemblement des Républicains en de PDCI-RDA. De voorzitter van de Nationale Vergadering is Adama Bictogo (RHDP), die de functie in 2022 overnam van zijn overleden partijgenoot Amadou Soumahoro.
Tot 2016 kende het land een eenkamerparlement, maar in dat jaar werd het parlement uitgebreid met een hogerhuis, de Senaat.

## Zetelverdeling

Zetelverdeling na de verkiezingen van 2016

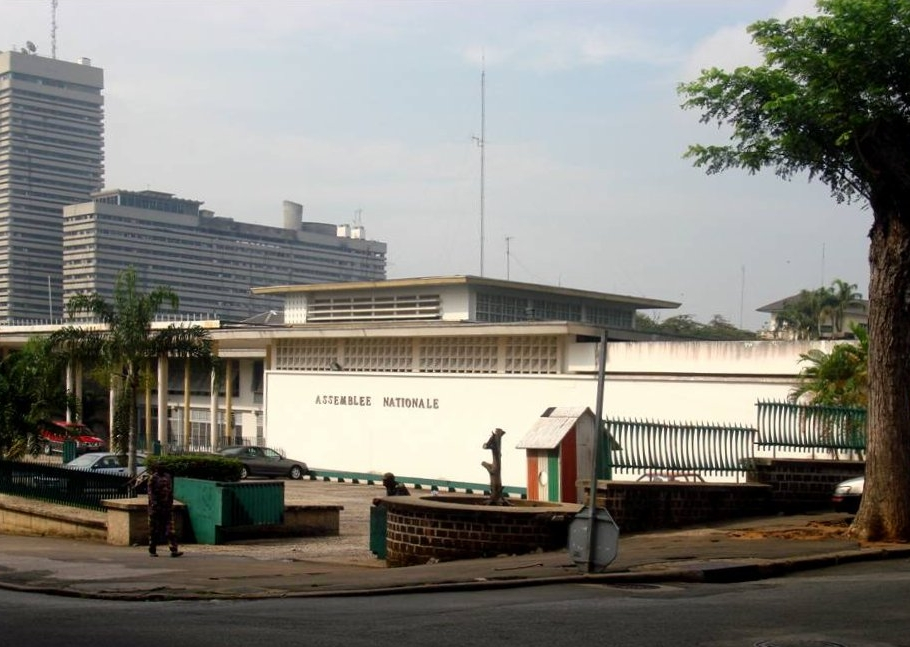
Het gebouw van de Nationale Vergadering in Yamoussoukro